# Matelea hatschbachii
Matelea hatschbachii là một loài thực vật có hoa trong họ La bố ma. Loài này được (Fontella & C. Valente) Morillo mô tả khoa học đầu tiên năm 1985.